# 中式烤串

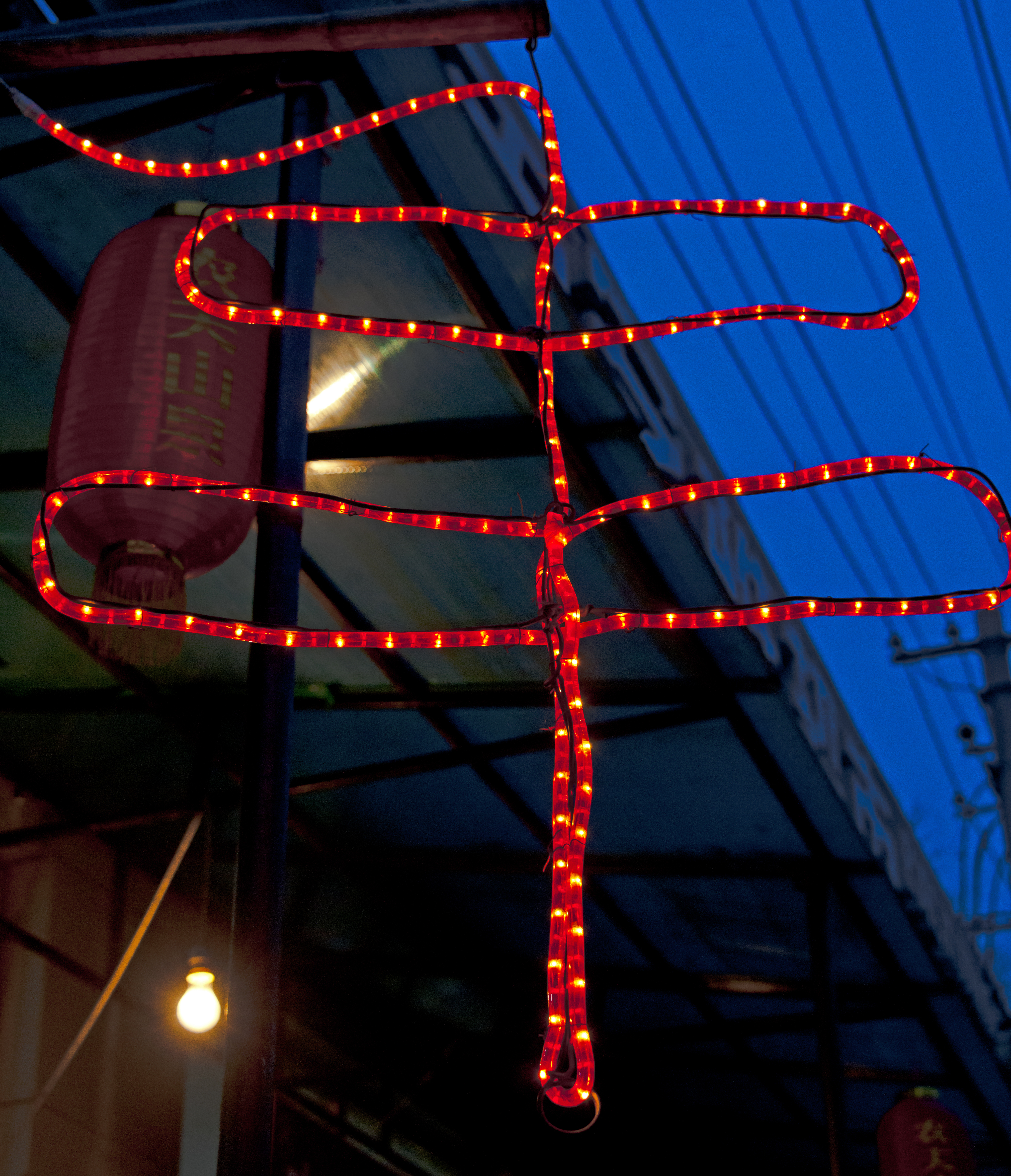
北京一家烤串店外的“串”字LED灯饰

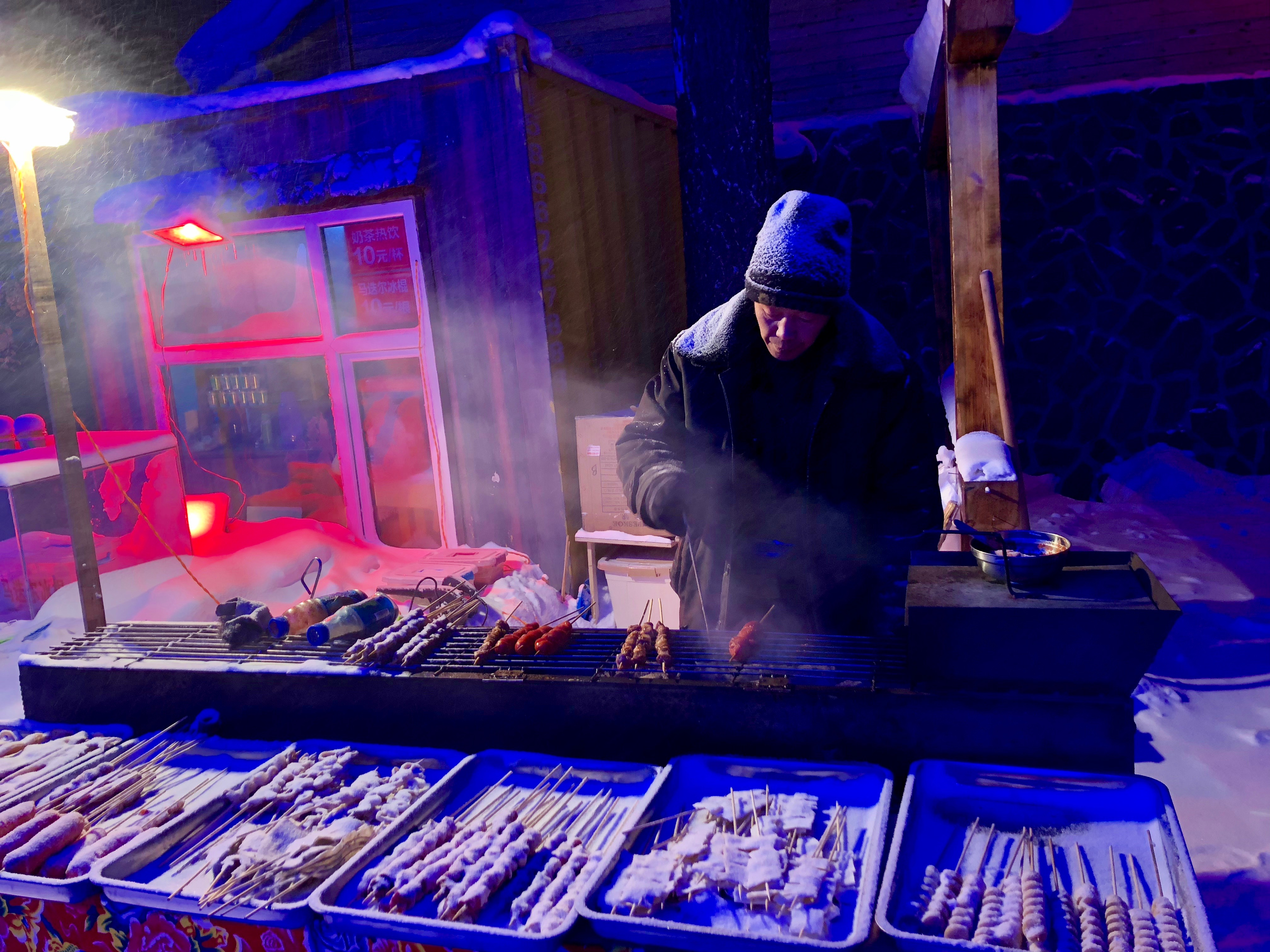
东北地区的一家于冬天营业的露天烧烤摊

中式烤串，通称烤串（维吾尔语：كاۋاپ，拉丁维文：kawap），亦叫串烧，在中国北方被称烤串儿，指具有中国风格的烤串，一般为将食材用签子串好后在烤炉或烧烤架上炙烤。中式烤串所用的食材非常丰富，除常见的羊肉、牛肉、猪肉、鸡肉、鱼虾和蔬菜等之外，昆虫、玉米、面筋等也被用于烤串。在中国，烤串业者常同时售卖其它类型的烧烤食品，因此烤串常被泛称为烧烤，而羊肉串作为最常见的烤串品种常被作为烤串的代名词。食用烤串的行为被称为吃烧烤、撸串等。由于各地、各民族的饮食习惯不同，烤串在中国各地区之间的风格也有所不同 例：北方串燒的肉比較大 ，南方串燒的肉比較少。

## 历史

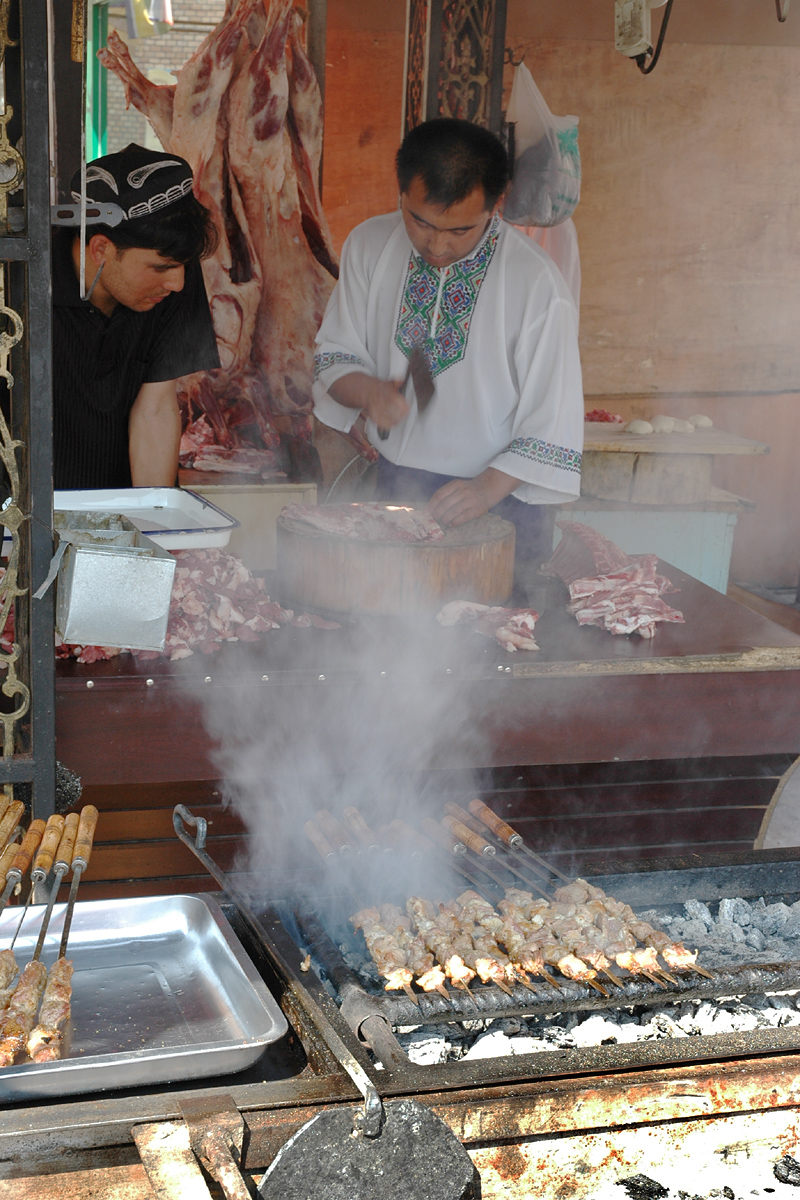
新疆的一个烤串摊店

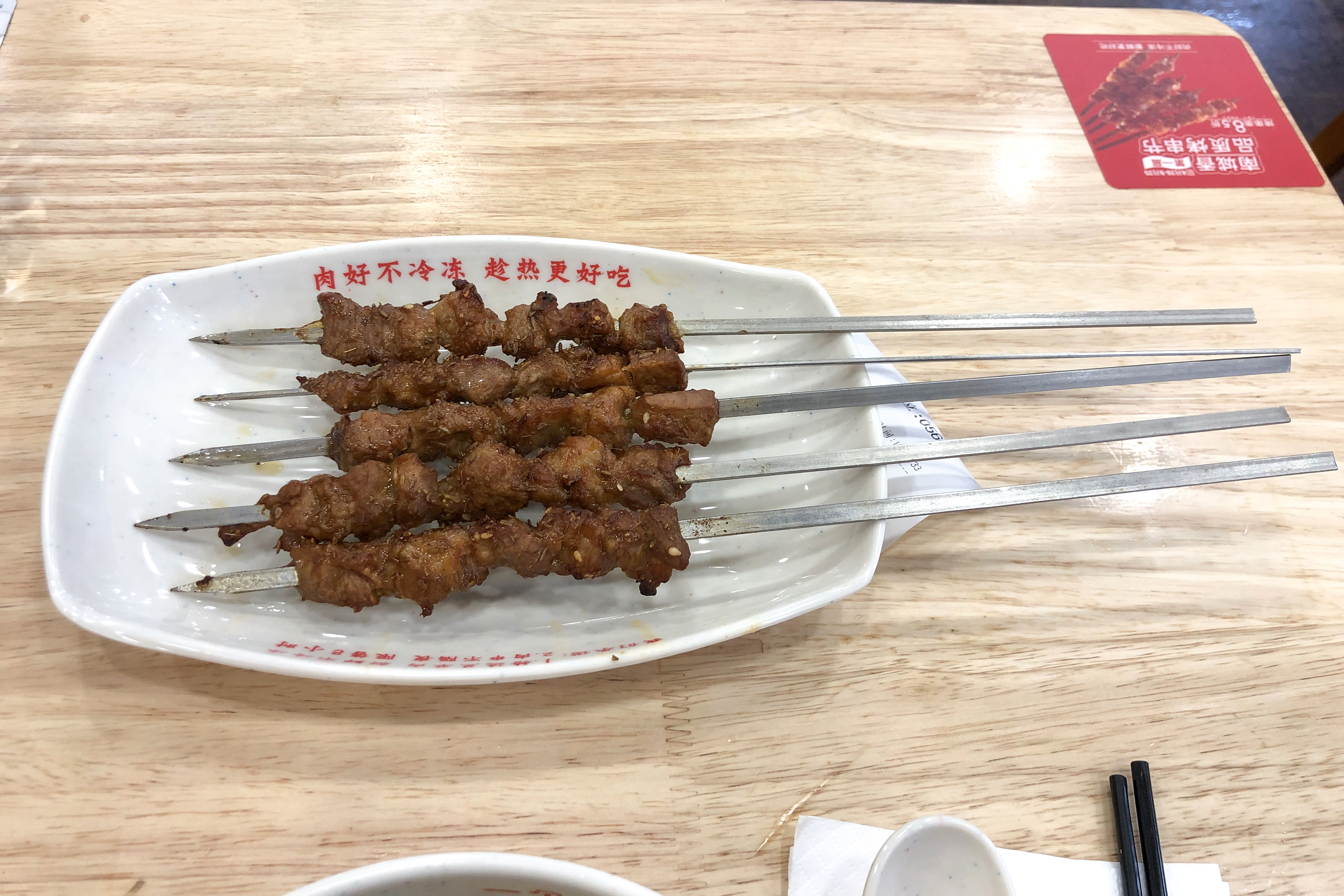
用电炉烤制的电烤羊肉串

烧烤是人类掌握用火后的第一项烹饪技术，世界各地均曾经历过食用烧烤食品的阶段。中国古代将烤肉称为“炙”或“燔”，秦汉时期曾非常流行。西汉马王堆一号墓中出土的资料中就有“牛炙”、“犬肋炙”、“鹿炙”、“鸡炙”等烤肉的相关的记载，并出土了烤肉用的扇子。山东诸城县凉台的东汉孙琮墓内出土的庖厨图中，也有烤肉的工序和工具等的描绘。河北蔚州博物馆所藏的汉彩绘侍女烤肉串图陶灶则从一个侧面证明了早在东汉时期，烤肉串在中国北方贵族之间已经流行。2012年4月至7月，宁夏文物考古研究所在对中卫常乐汉代墓地进行第四次考古发掘时，曾在M17墓发现肉串。
近现代，黑龙江的一些少数民族依旧保持着烧烤食物的习惯，如鄂伦春族在出猎时常会在野外烤肉，有种烧烤方法被称为“席布兰”，是把肉割成条，插在木棍上，再用火烤，与烤羊肉串的方式非常相似。
此外，清末民初由于俄罗斯人在中国东北地区的活动，当地的西餐厅曾供应俄式串烧，但影响力有限。即使在俄罗斯人聚集的黑龙江省哈尔滨，中国人聚居的道外区也从未出现过主营烧烤的店铺。随着外国人的离开，西餐厅以及里面的烤串也随之消失了。
烧烤逐渐成为大众美食，是从1980年代中期开始的，当时有新疆的维吾尔族到各地经营烤串。1986年中国中央电视台春节联欢晚会上，陈佩斯和朱时茂表演的小品《烤羊肉串》，使新疆烤羊肉串这一风味小吃声名大噪，推动了羊肉串在各地的普及。

## 各地风格

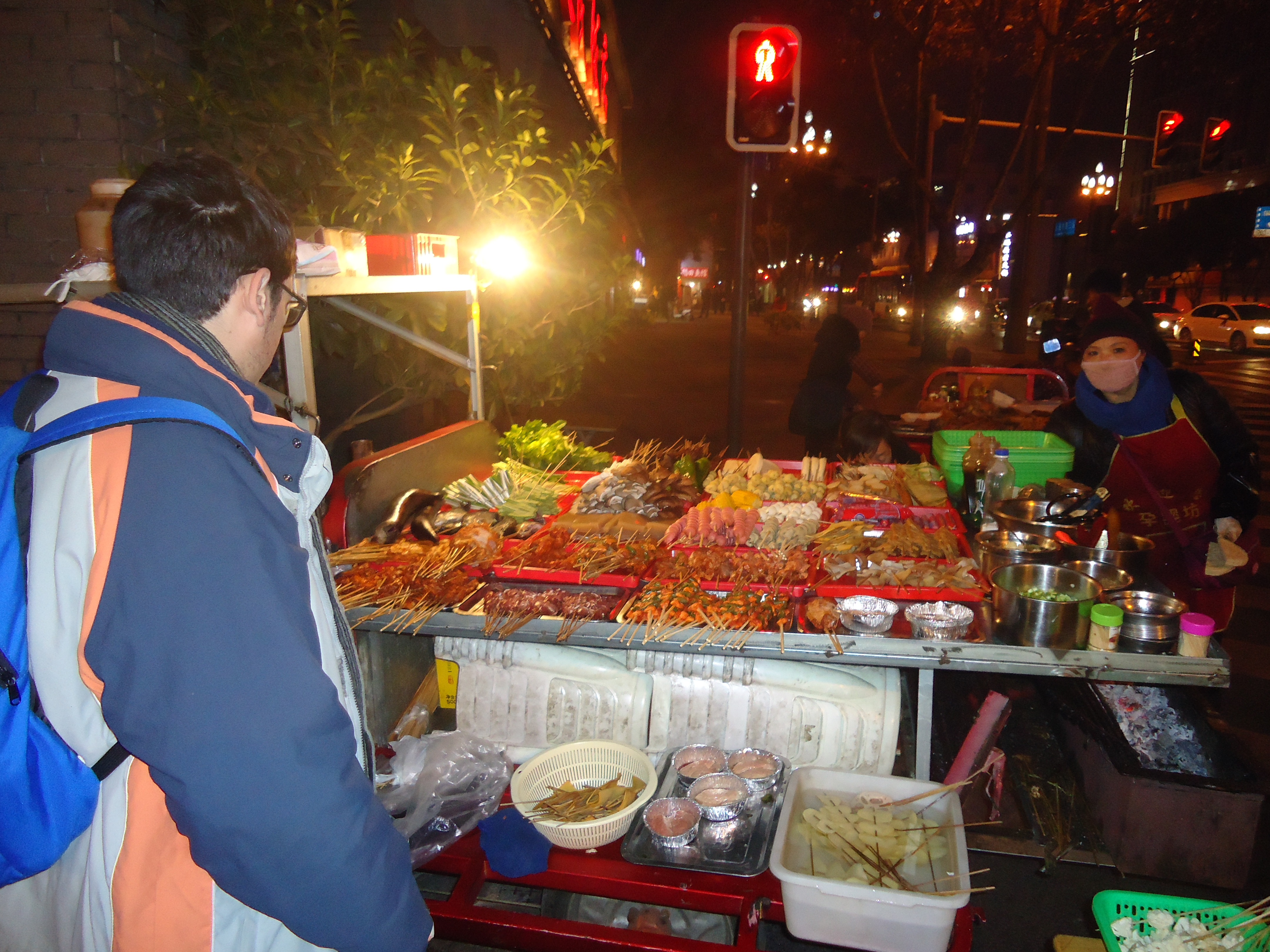
成都的一个路边烧烤摊，可以看到各种各样的食材

### 食材

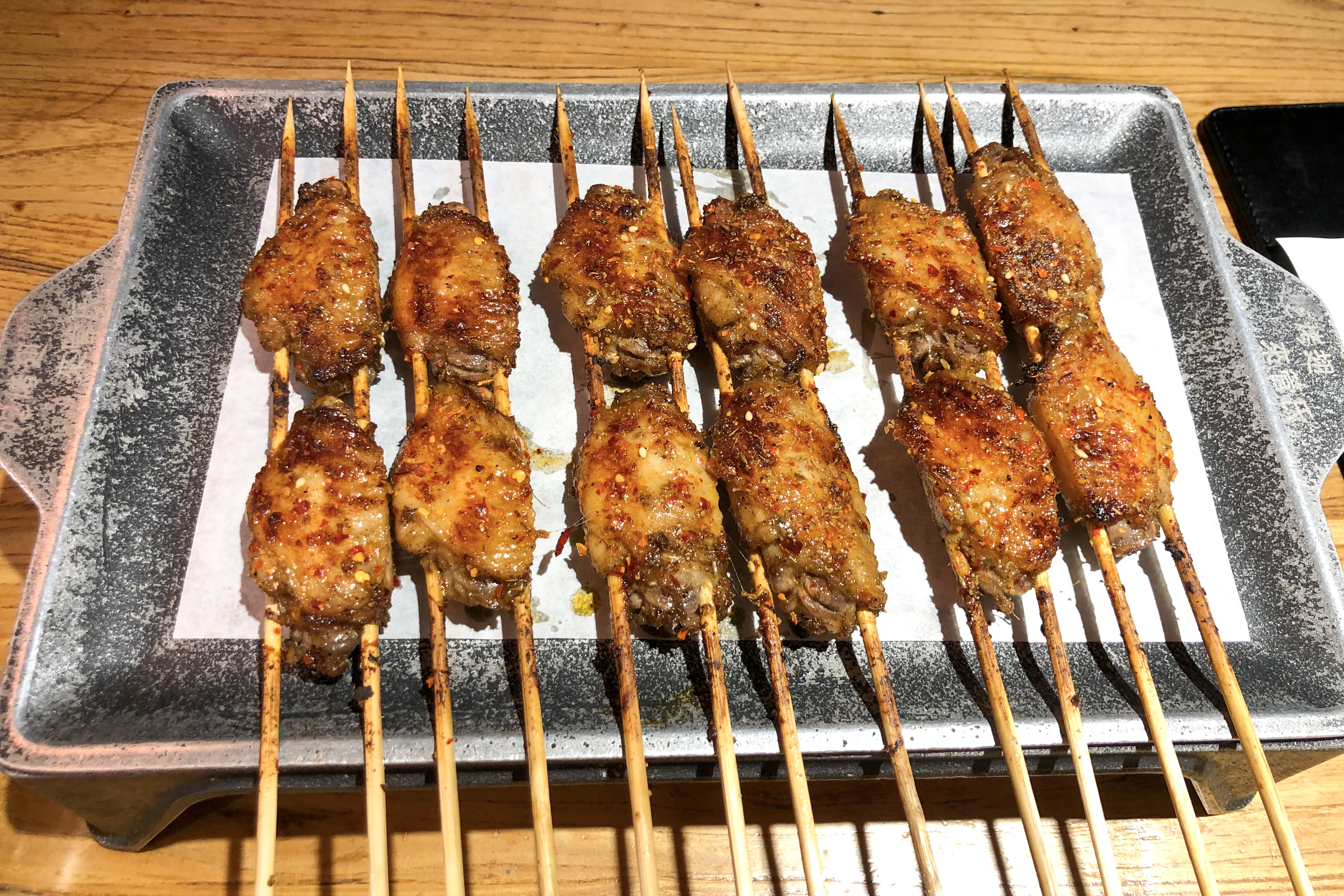
常见的烤翅

在中国，烤肉串主要以羊肉、牛肉、鸡肉、猪肉、鱼虾等为主。牛羊肉是烤串的最主要食材，尤其是在中国北方，除了普通肉串，筋类也常被用于烤串，在中国东北，筋类还被区分为板筋、窝骨筋、亮筋、花骨筋、筋皮子、熟筋、肥翅、肉筋、双筋、大筋等各种不同的门类。猪肉串在新疆等穆斯林聚居的地区较为少见。禽类除常见的鸡翅、鸡腿之外，鸡胗、鸭胗、鸡心、鸡脖、鸡爪、鸡脆骨等也都是常见的烤串食材。水产品类的烤串，除了烤鱼、烤对虾，还有烤鱿鱼、烤海馬、烤皮皮虾等。一些常见的火锅食材也有被用于烧烤的，如蟹棒、鱼丸、牛丸、鱼豆腐等。
素食类的食材包括蔬菜、水果、面食等，常见的有土豆片、茄子、辣椒、金针菇、玉米、馒头片、烤饼、豆腐、豆皮等等。
较为少见的烧烤食材还有蚕蛹、蝉牛、金龟子、蚂蚱、蝎子、蜈蚣、鳄鱼等。在一些地区往往还存在一些特色食材，如广西等地曾有用老鼠制作烤串的，而且当地还有“一鼠顶三鸡”的说法。

### 烤串方式
烤玉米常见的方式是将整支玉米在中间插一根签子后进行烧烤，而成都等地则通常将玉米粒穿成串后进行烧烤。

## 搭配食品
烤串在中国主要是在夏季消费，每年夏天各地区均会出现大量的露天烧烤摊，甚至一些酒店也会在夏季增设大排档售卖烤串。

### 凉菜
在中国的很多地区，食客在等待烧烤或食用烤串的过程中，通常会点一些凉菜，常见的凉菜为水煮花生、水煮毛豆，或两者的拼盘（所谓“花毛一体”），拍黄瓜等凉菜也十分流行。每年夏天的烧烤季节，花生、毛豆的销量总会相应的提升。作为开胃菜的凉菜，其利润甚至远高于烤串本身。
据媒体报道，2010年夏季，山东省济南市每天能消费15吨毛豆；2014年夏季，黑龙江省大庆市市民每天吃掉15吨小毛豆；2016年夏季，济南市每天消费30吨煮花生和10吨煮毛豆。

### 涮毛肚
东北烧烤在经营烤串的同时，往往会有使用烧烤网架的烤鱼、烤蛤蜊等其他烧烤食品，而比较特殊的是，很多东北烧烤都会售卖不属于烧烤的涮毛肚。据称这一习惯做法在1998年前后起源于哈尔滨。

### 饮品
烤串作为一种消夏食品，中国人在食用烤串时，一般会同时饮用啤酒，近年来尤以冰镇啤酒最为常见。在以啤酒著称于世的青岛、哈尔滨，烧烤店一般提供散装的扎啤，而在其他地区以瓶装或罐装啤酒为主。在新疆的一些烧烤店，因出于宗教禁忌而不售卖啤酒，则往往会提供具有地方特色的卡瓦斯代替；部分新疆维吾尔族开设的烧烤店会提供乌苏啤酒等新疆当地啤酒。

## 食品安全问题

### 搭配凉菜
据媒体报道，有不良业者为使毛豆显得新鲜，而使用硫酸铜等化学试剂将毛豆浸泡变绿。2016年夏，青岛的一位市民发现自己买的水煮花生放置了几天后仍未发生腐败，遂怀疑有防腐剂添加，山东电视台《生活帮》记者将从该市民购买水煮花生的同一家市场购得的样品送交检验机构检测，发现含有非法添加剂甲醛次硫酸氢钠（吊白块）。受该事件影响，其他地区的媒体也有将当地水煮花生、毛豆进行检测的，西安的华商报记者将花生、毛豆各8份样品送检，结果8份花生5份含甲醛，8份毛豆4份含甲醛；成都、海口的送检结果则均不含有甲醛。

### 搭配饮品
饮品方面，新疆乌鲁木齐市新市区、昌吉回族自治州奇台县等多地都曾查获制作卡瓦斯的黑作坊。

## 健康问题
烧烤类食物被公认为不健康食品，烤制过程中肉类食物的油脂滴落炭火上容易产生致癌物多环芳烃附着到食物上，同时商家对于烤制过程中可能对佐料使用量无法精确控制而导致食用之后摄入过多的盐分，对火候的控制可能导致食物不能充分杀菌而引发肠胃疾病等等。烧烤肉类食物本身的脂肪含量很高，可能造成肥胖等问题，建议在食用烧烤后补充维生素C。

## 图片

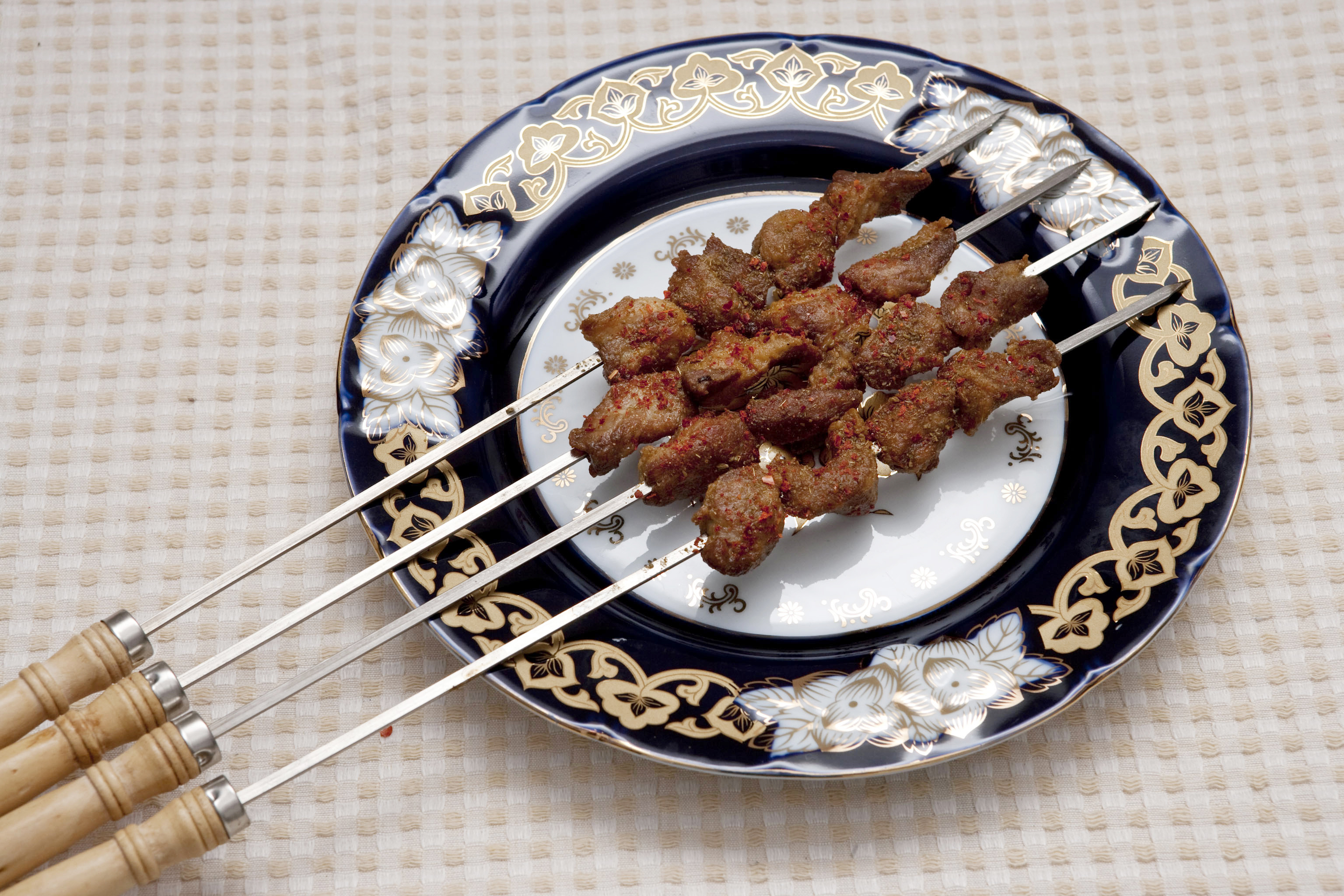
羊肉串
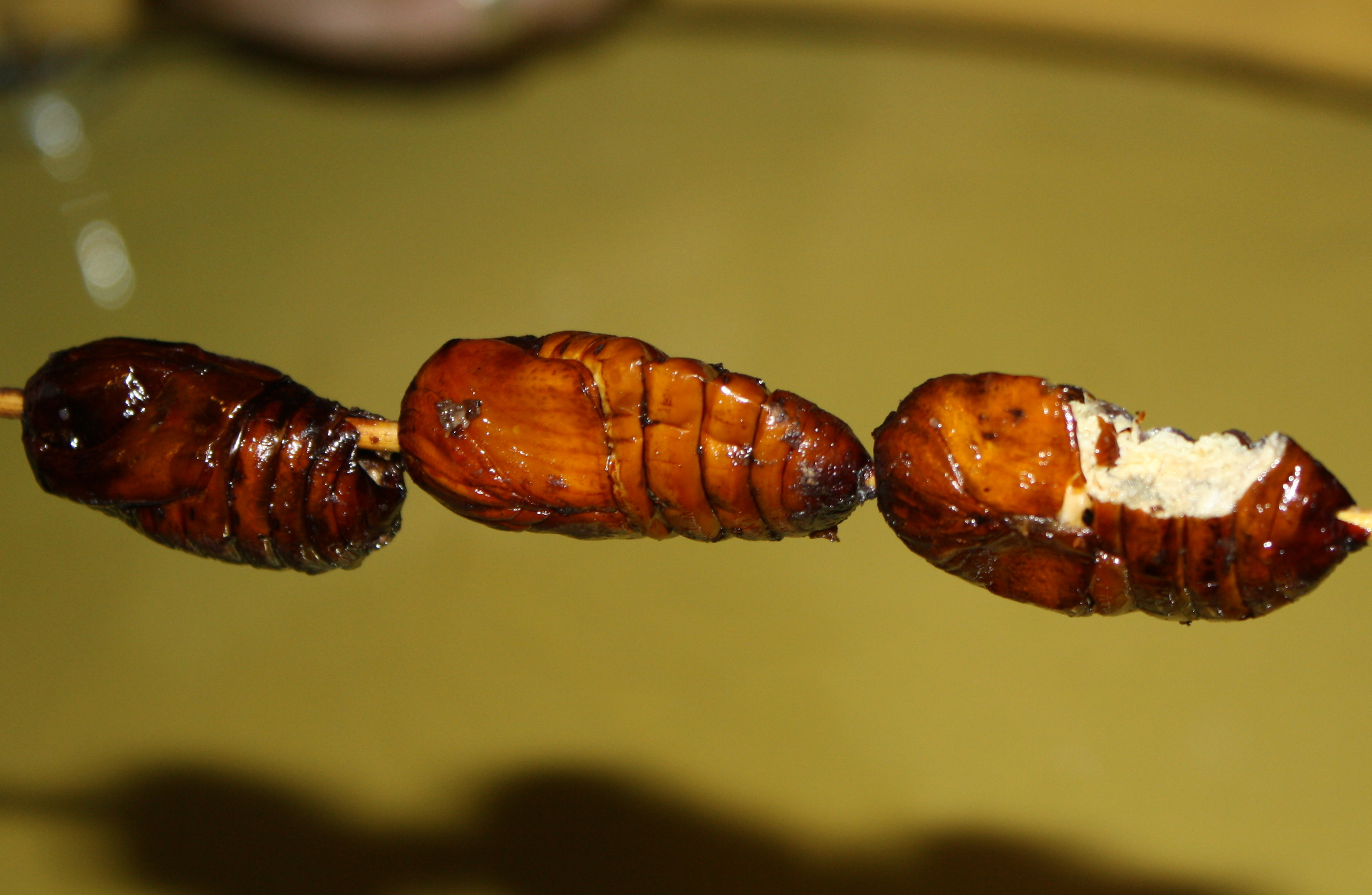
烤蚕蛹
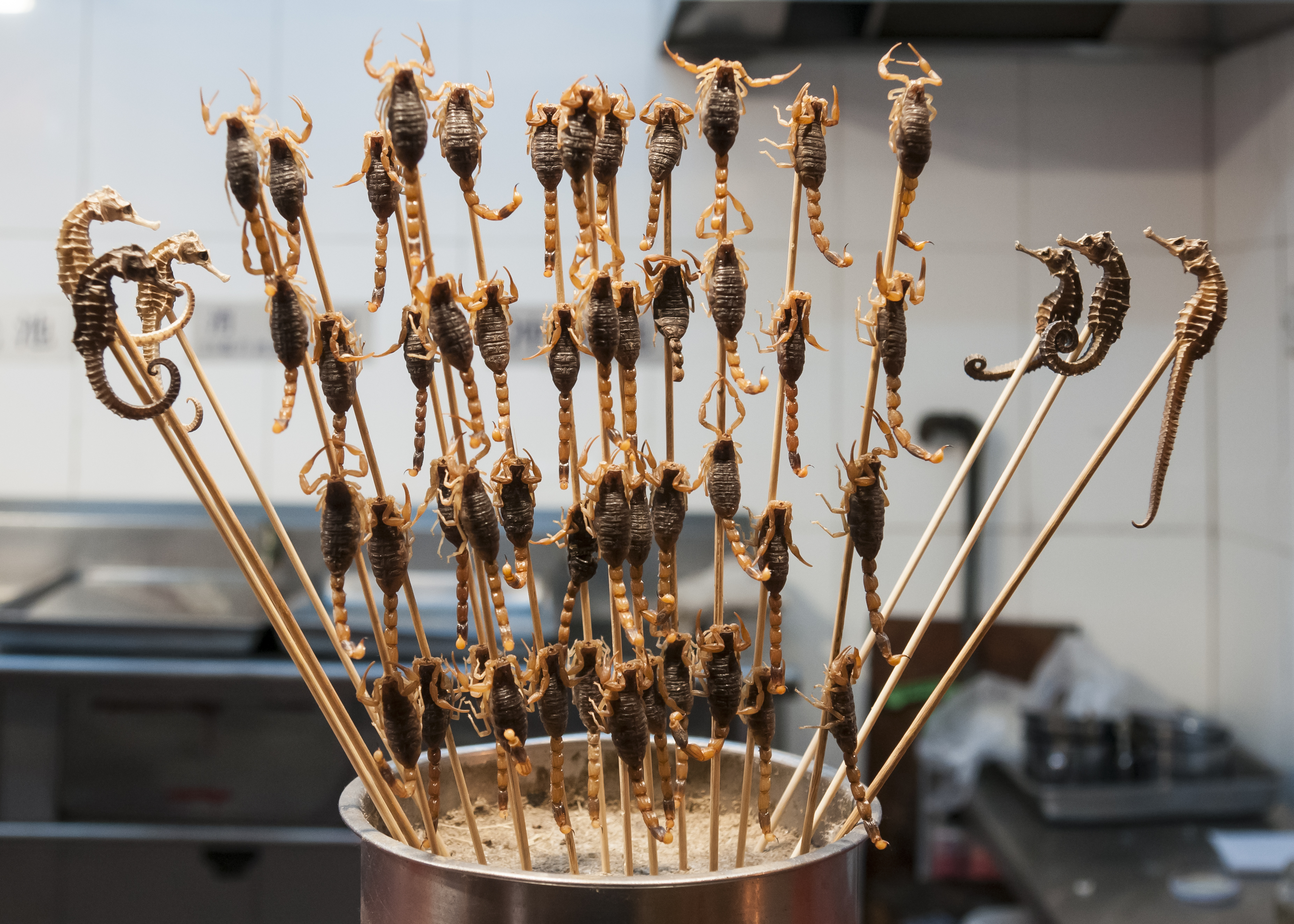
穿成串的蝎子与海马